# Березовка (верхний приток Чичкаюла)
Березовка — река в Томской области России, левый приток Чичкаюла. Устье реки находится в 345 км от устья Чичкаюла по левому берегу. Протяжённость реки 10 км. Высота устья 139 м.

## Данные водного реестра
По данным государственного водного реестра России относится к Верхнеобскому бассейновому округу, водохозяйственный участок реки — Чулым от водомерного поста села Зырянское до устья, речной подбассейн реки — Чулым. Речной бассейн реки — (Верхняя) Обь до впадения Иртыша.
Код водного объекта — 13010400312115200021469.